# Usoika, Kiustendil
Usoika (în bulgară Усойка) este un sat în comuna Boboșevo, regiunea Kiustendil,  Bulgaria. 

## Demografie
Componența etnică a satului Usoika
     Bulgari (100%)
     Nicio identificare (0%)
     Altele (0%)
La recensământul din 2011, populația satului Usoika era de 419 locuitori. Din punct de vedere etnic, toți locuitorii erau bulgari.